# Alibi (1929)
Alibi ist ein US-amerikanischer Kriminalfilm des Regisseurs Roland West aus dem Jahr 1929. Der Film basiert auf dem Theaterstück „Nightstick“ von Elaine S. Carrington, J. C. Nugent und John Griffith Wray. In den USA hatte er am 20. April 1929 seine Premiere.

## Handlung
Chick Williams wird aus dem Gefängnis entlassen und schließt sich sofort seiner früheren Gang wieder an. Als bei einem Raubüberfall ein Polizist ermordet wird, gerät er unter Verdacht. Die Gangster hatten Joan, die Tochter eines Polizisten, mit in das Theater genommen, während der Pause das Verbrechen begangen und sich schließlich ihrer bedient, um ein Alibi zu haben. Bei den Ermittlungen schreckt die Polizei vor keinen Mitteln zurück und schleust sogar einen Undercover-Agenten in die Gang ein, um das Verbrechen aufzuklären.

## Hintergrund
Der Film entstand zu Beginn der Tonfilm-Ära; deshalb drehte man weitere Szenen für den Film, die für eine Stummfilm-Version verwendet wurden, die zeitgleich veröffentlicht wurde.
In den Gesangsszenen ist statt Irma Harrisons Stimme jene von Virginia Flohri zu hören.

## Auszeichnungen

### Oscarverleihung 1930
nominiert in den Kategorien
- Bester Film
- Bester Hauptdarsteller: Chester Morris
- Bestes Szenenbild: William Cameron Menzies

## Rezeption
„It is by far the best of the gangster films.“

„Der bei weitem beste Gangsterfilm.“

„Half-stylish, half-creaky gangster saga is built on ... Art Deco luxury and underworld seediness, elliptical montage and claustrophobic staginess, and, most interestingly, law and crime.“

„Die halb stilistisch überzeugende, halb konstruierte Gangster-Saga baut auf ... Art-déco-Luxus, schäbiger Unterwelt, wortkarge Dialoge und klaustrophobische Inszenierung sowie, was am wichtigsten ist, Recht und Verbrechen.“